# Аборти в Ісландії

Правовий статус абортів у світі:
Легальний
Легальний при зґвалтуванні та за медико-соціальними показниками
Легальний у випадках (або заборонений, окрім випадків) зґвалтування, медико-соціальних протипоказань
Заборонений, окрім випадків зґвалтування та медико-соціальних протипоказань
Заборонений, окрім випадків загрозі життю жінки та при наявності психічних і патологічних протипоказань
Заборонений без виключень
Відмінності за регіонами
Відсутні дані

Аборти в Ісландії є легальними за конкретних медичних і соціальних обставин від 22 травня 1975 року. Кількість абортів у Ісландії є відносно високою в порівнянні з іншими країнами Північної Європи.

## Законодавство
Низка підстав для аборту в Ісландії набрали законності 22 травня 1975 року. Хоча закон не дозволяє робити аборт за бажанням жінки, але його можна здійснювати в силу різних медичних і соціальних обставин. З медичної точки зору, аборт є законним, якщо вагітність загрожує фізичному або психічному здоров'ю жінки, якщо плід має серйозний вроджений дефект, або якщо жінка вважається нездатною для догляду за дитиною через вік або психічну інвалідність. Соціальні показання для аборту такі: якщо вагітність є наслідком зґвалтування або інцесту; якщо жінка має кілька дітей з короткими періодами між вагітностями; якщо жінка перебуває в особливо скрутному сімейному становищі; якщо слабке здоров'я жінки або її партнера не дозволяє їм доглядати за дитиною.
Аборт законний, якщо його виконують упродовж перших 16 тижнів вагітності. Аборт при більших строках вагітності дозволений, коли вагітність загрожує здоров'ю жінки або плід деформований. Усі ісландські жінки, які проходять процедуру аборту, повинні отримати консультацію до і після процедури, включаючи навчання контрацепції.
Вчинення незаконного аборту тягне покарання у вигляді позбавлення волі на строк від 5 до 7 років.

## Статистика
Дослідження, опубліковане 2003 року, виявило, що за період 1976—1999 років рівень абортів в Ісландії зріс на 133 %, збільшившись з 9,4 аборту на 1000 жінок до 21,9 на 1000 жінок, з найвищим серед регіонів рівнем у районі Рейк'явіка. Автори зазначили, що кількість абортів у Ісландії була вищою, ніж у будь-якій з інших країн Північної Європи. Вони це пояснюють недостатньою сексуальною освітою, раннім початком сексуального життя і менш ефективним використанням контрацептивів в Ісландії.
Станом на 2010 рік рівень абортів у Ісландії становив 14,5 аборту на 1000 жінок віком від 15 до 44 років.